# كرايغ هيل (ممثل)
كرايغ هيل (بالإنجليزية: Craig Hill)‏ هو ممثل أمريكي، ولد في 5 مارس 1926 بلوس أنجلوس في الولايات المتحدة، وتوفي في 21 أبريل 2014 ببرشلونة في إسبانيا بسبب مرض.

## أعمال

### أفلام
- (1950) كل شيء عن إيف
- (1951) قصة محقق

## وصلات خارجية
- كرايغ هيل على موقع IMDb (الإنجليزية)
- كرايغ هيل على موقع ألو سيني (الفرنسية)
- كرايغ هيل على موقع تيرنر كلاسيك موفيز (الإنجليزية)
- كرايغ هيل على موقع أول موفي (الإنجليزية)
- كرايغ هيل على موقع قاعدة بيانات الأفلام السويدية (السويدية)
- كرايغ هيل على موقع إن إن دي بي (الإنجليزية)
- كرايغ هيل على موقع قاعدة بيانات الفيلم (الإنجليزية)
- كرايغ هيل على موقع كينوبويسك (الروسية)